# Orimarga euryptera
Orimarga euryptera är en tvåvingeart som beskrevs av Alexander 1972. Orimarga euryptera ingår i släktet Orimarga och familjen småharkrankar. Inga underarter finns listade i Catalogue of Life.